# Filotas
Filotas (gr. Φιλώτας, zm. 330 p.n.e.) – dowódca macedoński, syn Parmeniona (towarzysza i dowódcy wojsk Filipa II, a później też i Aleksandra Wielkiego).
W młodości jeden z najlepszych przyjaciół Aleksandra. Później jako jeden z dowódców walczył w wielu bitwach na wschodzie (m.in. pod Gaugamelą). Gdy Aleksander poślubił Roksanę część z jego dowódców była przeciwna temu by Aleksander nadawał stanowiska w administracji w armii Persom. Filotas w tym czasie podzielał te poglądy (tak jak jego ojciec Parmenion). Sprawował wtedy funkcje dowódcy królewskiej gwardii przybocznej. Aleksander był zmuszony usunąć nieposłusznych. Gdy Aleksander dowiedział się, że Filotas był zamieszany w spisek na jego życie, ten został skazany na śmierć i stracony. Podobny los spotkał także Parmeniona, choć nie było bezpośrednich dowodów jego zdrady.